# Светляков, Кирилл Александрович
Светляков Кирилл Александрович (род. 3 мая 1976 года, Москва) — российский искусствовед, куратор выставок, арт-критик, писатель. Главный специалист по современному искусству отдела руководства Государственной Третьяковской галереи, кандидат искусствоведения. Лауреат премии Сергея Курёхина (2012). Лауреат Государственной премии в области современного искусства «Инновация» (2021).

## Биография
Родился 3 мая 1976 года в Москве.
В 1998 году окончил отделение истории искусства исторического факультета Московского государственного университета имени М. В. Ломоносова. В 2000 году был стипендиатом DAAD в Университете Гумбольдта, Берлин
В 2002 году защитил кандидатскую диссертацию на тему: «Проблема живописной реализации Поля Сезанна и традиция русского сезаннизма первой половины XX века».
С 2006 года по 2010 год — старший научный сотрудник Государственной Третьяковской галереи в отделе Новейших течений.
С 2008 года по 2011 год — директор Образовательно-исследовательского центра по изучению русской культуры XX века имени А. Г. Тышлера в составе факультета истории искусств Российского государственного гуманитарного университета.
С 2010 года по 2016 год — заведующий отделом новейших течений Государственной Третьяковской галереи.
С 2016 года — главный специалист отдела руководства Государственной Третьяковской галереи.
С 2023 года по совместительству работает старшим научным сотрудником в Государственном институте искусствознания (ГИИ).
Автор лекций и видеоэкскурсий в Государственной Третьяковской галерее, лекционных циклов в Еврейском музее и Центре толерантности, на порталах Magisteria.ru, Stradarium.ru.
В 2010—2016 годах Светляков провёл ряд резонансных выставок в Москве и во многих других городах России, а также инициировал поступление в собрание Третьяковской галереи более 3500 произведений искусства, включая коллекцию Леонида Талочкина и архив фотографа-пикториалиста Николая Андреева.
Светляков выступил редактором и основных автором первого «Путеводителя по Третьяковской галерее на Крымском Валу».
Ирина Лебедева, генеральный директор Третьяковской галереи с 2008 до 2015 года, не вмешивалась в кураторские проекты отдела Новейших течений. С приходом Зельфиры Трегуловой (генеральный директор Третьяковской галереи с 2015 по 2023 год), которая ориентировалась на парадные показы, осуществление экспериментальных проектов стало проблематичным. Разногласия с новым директором привели к тому, что в ноябре 2016 года Светляков покинул должность заведующего отделом, но остался в штате Третьяковской галереи в качестве куратора и научного сотрудника. В 2017 году экспозиция отдела Новейший течений, основанная Андреем Ерофеевым, была демонтирована.

## Кураторские проекты
В своей кураторской практике Кирилл Светляков исповедовал принцип эгалитаризма, когда в рамках одного выставочного ансамбля сочетаются произведения искусства с разной репутацией в экспертном сообществе, а также прочие предметы, не имеющие статуса произведений искусства, но эстетически ценные с точки зрения куратора, будь то макеты промышленных игрушек, аэродинамических труб, китчевые «коврики с лебедями», фотоотчёты о проведении коммунистических субботников, географические карты и прочее.
На этом пути Светляков считал своими идейными вдохновителями художников Михаила Ларионова, который в своём манифесте к выставке «Мишень» (1913) призвал «Признавать всё!», а также Марселя Бротарса с его «Музеем современного искусства: отдел орлов» (1972), Виталия Комара и Александра Меламида с концепцией соц-арта.
- 2009 — «Не игрушки?!». Москва, Государственная Третьяковская галерея на Крымском Валу (автор идеи и куратор, сокураторы  — Кирилл Алексеев, Алёна Рассказова)[7][8].
- 2010 — «Невыносимая свобода творчества». Москва, ВДНХ, Дом Культуры, к 35 — летию нонконформистской выставки 1975 года (идея: Михаил Одноралов, кураторы: Кирилл Светляков, Кирилл Алексеев, Алёна Рассказова, Галина Юдина)[9].
- 2011 — «Заложники пустоты. Эстетика пустого пространства в русском искусстве XIX—XXI веков». Москва, Государственная Третьяковская галерея на Крымском Валу — Ростов-на-Дону, галерея 16line (автор идеи и куратор, сокураторы: Кирилл Алексеев, Сергей Епихин, Алёна Рассказова, Галина Юдина, Елена Воронович, Ольга Куприна, Сергей Куликов, Татьяна Проворова)[10][11][12].

— Экспозиция номинантов Премии Кандинского. Москва, в здании Центрального Дома художника (экспозиционеры выставки — Кирилл Светляков и Кирилл Алексеев, архитекторы выставочного пространства — Игорь Чиркин и Алексей Подкидышев).
— «Санаторий искусств», в рамках акции «Ночь музеев», Москва, Государственная Третьяковская галерея на Крымском Валу (автор идеи и куратор, сокуратор — Кирилл Алексеев).
- 2012 — «Натюрморт. Метаморфозы. Диалог классики и современности». Москва, Государственная Третьяковская галерея на Крымском Валу (авторы идеи и кураторы — Светлана Усачева и Кирилл Светляков)[14][15].

На этой выставке натюрморты-«обманки» XVIII—XIX веков были сопоставлены с работами художников-концептуалистов второй половины XX века, и таким образом, прослеживалось происхождение современных художественных практик от «низших» или маргинальных жанров классического искусства.
— «Украшение красивого. Элитарность и китч в современном искусстве», Москва, Государственная Третьяковская галерея на Крымском Валу (автор идеи и куратор, сокураторы — Кирилл Алексеев и София Терехова).
Выставочный тур: Воронеж — Ростов-на Дону — Владикавказ — Владивосток. Воронежский областной художественный музей им. И. Н. Крамского (в рамках фестиваля "Чернозём — 2013) — Ростов-на-Дону, галерея 16line, 2013 — Владикавказ, Национальный музей республики Северная Осетия и Алания (совместный проект Северо-Кавказского филиала Государственного Центра современного искусства и Государственной Третьяковской галереи при участии некоммерческого фонда «Арт-Кавказ»), 2013—2014 — Владивосток, ЦСИ «Заря», 2014.
— Экспозиция номинантов Премии Кандинского. Москва, в здании кинотеатра «Ударник» (экспозиционер выставки — Кирилл Светляков, архитекторы выставочного пространства — Игорь Чиркин и Алексей Подкидышев).
— «Арсений Жиляев. Музей пролетарской культуры. Индустриализация богемы». Москва, Государственная Третьяковская галерея на Крымском Валу.
— «Документы и монументы». Экспозиция отдела новейших течений ГТГ. Москва, Государственная Третьяковская галерея на Крымском Валу.
- 2013 — «Музей современного искусства. Департамент труда и занятости». Москва, Государственная Третьяковская галерея на Крымском Валу —  Екатеринбург, Екатеринбургский музей изобразительных искусств, 2015, в рамках 3-й Уральской индустриальной бьеннале современного искусства (автор идеи и куратор, сокуратор — София Терехова)[23][24][25].
- 2014 — «Дмитрий Пригов: От Ренессанса до концептуализма и далее». Москва, Государственная Третьяковская галерея на Крымском Валу — Пермь, Пермский музей современного искусства PERMM, 2015 [26][27][28][29].

Кирилл Светляков инициировал перевод графических эскизов Дмитрия Пригова в другие медиа и показал архив художника-концептуалиста как открытое поле для интерпретаций. Это был один из первых опытов применения активного дизайна в Третьяковской галерее (архитектор экспозиции — Алексей Подкидышев).
В рамках выставки состоялись премьеры спектакля по пьесам Д. Пригова «Революция» и «Я играю на гармошке» (режиссёр — Юрий Муравицкий).
- 2015 — «Гиперреализм. Когда реальность становится иллюзией». Москва, Государственная Третьяковская галерея на Крымском Валу — Самара, галерея «Виктория», 2019 (сокуратор — Юлия Воротынцева)[30][31][32]

Выставка включала в себя работы позднесоветского периода — живописные картины, слайд-шоу и анимационные фильмы, а феномен гиперреализма Кирилл Светляков рассматривал в ключе эстетического режима, следуя теории Жана Бодрийяра, и предложил воспринимать его как эстетический режим эпохи Холодной войны. Пространство выставки было организовано таким образом, что зрители периодически могли слышать звуки танковых выстрелов из анимационного фильма «Полигон» (1977) Анатолия Петрова, а в финале выставки они вступали в пространство видеоинсталляции «Оборона» (2007) группы «Синий суп».
— «Метагеография. Пространство-образ-действие». Москва, Государственная Третьяковская галерея на Крымском Валу (автор идеи и сокуратор — Николай Смирнов).
Выставочный тур: Лондон, Pushkin House, 2017 — Владивосток, ЦСИ «Заря», 2018 — Калуга, галерея Proarts, 2019.
- 2016 — «Современное искусство 1960—2000. Перезагрузка». Экспозиция отдела новейших течений ГТГ, Москва, Государственная Третьяковская галерея на Крымском Валу (с 2017 года — Новая Третьяковка)[34][35][36][37].

— "Ситуация искусства в музее PERMM". Пермь, Пермский музей современного искусства PERMM
- 2017 — «Оттепель. 1953—1968». Москва, Новая Третьяковка (сокураторы — Юлия Воротынцева, Анастасия Курляндцева)[38][39][40][41].

В процессе подготовки выставки «Оттепель» Кирилл Светляков пришёл к идее трилогии о позднесоветском искусстве, посвящённой трём эпохам — Оттепели, Застою и Перестройке. В этих проектах наметился антропологический подход в работе с художественным материалом, когда все объекты в выставочном пространстве существуют на равных как медиа, будь то картина, эскиз ткани или модель пылесоса. Кроме «Оттепели» удалось реализовать выставку «Ненавсегда» (2020) про эпоху Застоя, а проект «Перестройка» в 2022 году был заморожен на неопределённый срок.
- 2018 — «Искусство 2000-х». Москва, Новая Третьяковка (сокуратор — Ирина Горлова).

— «Вадим Космачёв. Дыхание скульптуры». Москва, Новая Третьяковка (сокураторы — Анна Маполис, Петер Нёвер).
- 2019 — «Николай Наседкин. Нефть: личная история». Москва, Новая Третьяковка[44].

— Художественная экспозиция в вестибюле Гагарин аэропорт, Саратов (куратор и консультант в составе команды ArsNova).
- 2020 — «Ненавсегда. 1968—1985». Москва, Новая Третьяковка (сокураторы — Юлия Воротынцева, Анастасия Курляндцева)[45][46][47][48].

«Ненавсегда» стала самой скандальной из выставок Светлякова, которая активно обсуждалась в СМИ и социальных сетях и спровоцировала дискуссии о художественных ценностях, о «плохом» и «хорошем» искусстве и отношении к советскому культурному наследию. По словам Светлякова хорошего и плохого вкуса как эстетической нормы уже нет, есть хороший плохой и плохой хороший вкус.
— «Оно. Иррациональное в позднесоветской живописи и прикладном искусстве». Музей Норильска, совместный проект с Московским музеем-заповедником «Царицыно» — Петрозаводск, «Кижи» (музей-заповедник), 2022.
— «Прометей космического века — к 80-летию Булата Галеева». Казань, Галерея современного искусства Государственный музей изобразительных искусств Республики Татарстан ГМИИ РТ (сокураторы: Анастасия Максимова, Янина Пруденко, Дина Ахметова).
- 2021 — «Фотограф Николай Андреев. Мастер пикториализма». Москва, Государственная Третьяковская галерея, Инженерный корпус (автор идеи и куратор, сокураторы — Никита Ерофеев и Татьяна Палицкая)[54]
- 2022 — «Антон Видокле. Граждане космоса». Москва, Новая Третьяковка[55][56].

— «Сны Сибири». Зал современных художников, Москва, Государственный исторический музей.
— «Наталья Эльконина. Модель многомерного времени». Москва, Новая Третьяковка.
- 2023 — Воображаемый музей Михаила Шемякина. Лестница в искусстве. Москва, Новая Третьяковка (сокураторы — Ольга Сазонова, Алексей Абакумов).

## Рейтинги. Премии и награды
Неоднократно входил в рейтинги «50 самых влиятельных людей в российском искусстве» по версии изданий «Артхроника» и «Артгид».
- 2011, Премия Сергея Курёхина — в номинации «Лучший кураторский проект» за выставку «Заложники пустоты. Эстетика пустого пространства в русском искусстве XIX—XXI веков»[64].
- 2020, Премия «Honor Awards» (США) за художественную экспозицию Международного аэропорта «Гагарин»[65].
- 2021, Премия «Инновация» — в номинации «Региональный проект» за выставку «Прометей космического века» — к 80-летию Булата Галеева. Галерея современного искусства Государственного музея изобразительных искусств Республики Татарстан, Казань[66].

Живописные портреты Кирилла Светлякова, созданные Борисом Касаткиным, учеником Владимира Вейсберга, хранятся в Архангельске (Государственное музейное объединение «Художественная культура Русского Севера») и Вологде (Вологодская областная картинная галерея). Они были написаны во второй половине 1990-х годов, в период общения художника и студента-искусствоведа.
В своей лекционной практике Кирилл Светляков также пробовал работать в эстрадном жанре и время от времени устраивал перформансы, в которых лекционные фрагменты и монологи перемежались с песенными вставками. Свой жанр, тяготеющий к эстетике кабаре, Светляков чаще всего называл «откровенный разговор со зрителем».

## Публикации

### Книги
- Кирилл Светляков. Илья Машков. М., Арт-Родник, 2007
- Кирилл Светляков. Александр Тышлер. М., Арт-Родник, 2007
- Кирилл Светляков. Комар и Меламид: сокрушители канонов. М., Breus, 2019
- Государственная Третьяковская галерея на Крымском Валу. Искусство XX века. Путеводитель, М., Paulsen, 2014, издания на русском и английском языках / под. ред. Кирилла Светлякова (автор 60 статей и редактор издания)

### Избранные статьи и доклады
- Кирилл Светляков. Графика общества станковистов в периодической печати — в каталоге: ОСТ. Графика общества станковистов. 1925—1932. М., Галерея Элизиум, 2009, стр. 19-35
- Kirill Svetliakov L"estetica del vuoto e lo spazio del mito nell"arte degli anni venti-trenta di Aleksandr Deineka — en: Aleksandr Deineka Il maestro sovietico della modernità. SKIRA, 2011, p. 55-61
- Kirill Svetliakov, Arseniy Zhilyaev. Museum of Proletarian Culture and the Politics of Art Museums Today — in: Arseniy Zhilyaev. Museum of Proletarian Culture Arseniy Zhilyaev The industrialization of Bohemia. Marsilio Editori s.p.a. in Venezia, 2013, p. 14-17
- Kirill Svetlyakov. Politics of Representation and artistic theology of Dmitrry Prigov — in: Dmitry Prigov: Renaissance to Conceptualism and etc. Exhibitionbook. Moscow, 2014, p. 9-19
- Кирилл Светляков. Эстетический режим гиперреализма и состояние Холодной войны — в каталоге выставки «Гиперреализм. Когда реальность становится иллюзией». М., Галарт, 2015, стр. 10-14
- Кирилл Светляков. Проблемы и конфликты Оттепели. Про кино и не только — в каталоге выставки «Оттепель», М., Издательство: Гос. Третьяковская галерея, 2017, стр. 8-20
- К. А. Светляков. Художественные практики Виталия Комара и Александра Меламида: от производства к медиа // Актуальные проблемы теории и истории искусства: сб. науч. статей. Вып. 8 / Под ред. С. В. Мальцевой, Е. Ю. Станюкович-Денисовой, А. В. Захаровой. — СПб.: Изд-во СПбГУ, 2018. С. 758—778. ISSN 23122129.
- Кирилл Светляков. Культура эпохи застоя и проблемы постмодерна — в каталоге выставки: Это было навсегда. 1968—1985. М.. 2020, стр. 12-17
- Кирилл Светляков. Культ Генриха Вёльфлина и немецкого формализма в советском искусствознании и его последствия для официального искусства эпохи застоя / IV Международный конгресс историков искусства имени Д. В. Сарабьянова. Русское искусствознание среди европейских школ: интеллектуальная история и миграция идей. — М., 2020
- Kirill Svetliakov. The Politics of Vision: Limiting the Perception of Soviet Culture — in: The Russian Review An American Quarterly Devoted to Russia Past and Present VOLUME 81/NUMBER 4 OCTOBER 2022, ed. by Serguei Alex. Oushakine
- Кирилл Светляков. Художник рисует предка. Космизм в советской культуре и не только / в сб.: Граждане космоса. Русский космизм в фильмах Антона Видокле. М., AdMarginem, 2022, стр. 174—183

### Переводы
- Раймон Казель, Иоханнес Ратхофер. Роскошный часослов герцога Беррийского / Предисловие У. Эко. Перевод с нем. Кирилла Светлякова, перевод с ит. Леонид Таруашвили. М.: Белый город, 2002.
- Макс Фридлендер. От Ван Эйка до Брейгеля. Перевод с нем. Кирилла Светлякова и Елены Суржаниновой с заключительной статьей Кирилла Светлякова «Макс Фридлендер — знаток искусства тогда и сейчас». М., Rosebud Publishing, 2023